# Jonas Birgersson
Carl Jonas Birgersson, född 21 november 1971 i Lund, är en svensk IT-entreprenör. Han grundade IT-konsultföretaget Framtidsfabriken (Framfab) där han även var VD och koncernchef. Han grundade även Framtidsfabrikens dotterbolag Bredbandsbolaget och var dess styrelseordförande. 
Birgersson var mycket omskriven under den så kallade IT-bubblan i slutet av 1990-talet och kallades i pressen ibland för ”Bredbands-Jesus”. 
År 2014 var han VD för Labs2, en svensk IT-koncern i vars styrelse han suttit sedan 2002, och drev bredbandsföretaget Via Europa.

## Biografi
Jonas Birgersson är född och uppvuxen i Lund. Han hade tidigt ett starkt intresse för rollspel och var en av grundarna av spelföreningen DMF. Han engagerade sig även i Sverok (Sveriges roll- och konfliktspelsförbund) där han blev invald i förbundsstyrelsen 1991. Han blev 2004 invald som hedersmedlem i förbundet. Under studietiden i Lund grundade han även spelföreningen PX1, som 1994 omvandlades till Framtidsfabriken.

## Framtidsfabriken
När Birgersson 22 år gammal företrädde Sverok på Lek och Hobbymässan i Älvsjö kom han i kontakt med Jan-Erik Fiske och Ken Ceder från Telia. När Telia startade portalen Passagen anlitades Jonas Birgersson och vänner för att bidra med dataspelsrecensioner till sidan. Efter ett tag uppmanades de att starta ett företag vilket blev starten för Framtidsfabriken, som senare kom att kallas Framfab. Företaget kom att bli en maktfaktor under 90-talets it-boom. Via kunder som Bilia och Volvo växte företaget snabbt och som högst låg börsvärdet på 42 miljarder kronor. Under dessa år startades även Bredbandsbolaget som ett resultat av misslyckade försök att få Telia att satsa på fiberoptik. Genom ett avtal med HSB blev Bredbandsbolaget en viktig faktor för att ge svenskarna snabbare internet. När börskursen låg som högst var Jonas Birgerssons aktieinnehav värt mer än en miljard kronor. Framfab drogs senare med när IT-bubblan sprack och efter en konflikt i företaget lämnade han vd-posten i Framfab i november år 2000. Birgersson fortsatte vara verksam i avknoppade Bredbandsbolaget i vilket han investerade 50 miljoner kronor.

## Övrigt
Birgersson har även ett starkt intresse för militärhistoria och Wikipedia.
Jonas Birgersson gjorde sig under IT-bubblans dagar även känd för att ofta vara klädd i en orange Helly-Hansen-tröja. Han utmärkte sig för sitt sparsamma leverne och samtidigt som han var god för miljarder bodde han kvar i sin studentlägenhet i Lund.